# NGC 2240
NGC 2240 là một cụm sao mở trong chòm sao Ngự Phu. Nó được phát hiện bởi William Herschel vào ngày 3 tháng 1 năm 1786, và nằm cách xa khoảng 5,1 nghìn năm ánh sáng.